# 기계어오제국 마트린티스
기계어오제국 마트린티스(일본어: 機械禦鏖帝国マトリンティス 기카이교오테이코쿠 마토린티스[*])는 일본 토에이의 34번째 슈퍼 전대 시리즈인 천장전대 고세이저에 등장하는 악역 집단으로, 사람들을 로봇의 노예로 만드는 것을 목적으로 하고 있다. 4,500여년 전에 세워진 고도의 "마트린티스 대륙 문명"이 침몰한 이후, 황제 로보고그가 그 후 생존하여 제국을 재건하였다. 제국의 이름은 영화 매트릭스(영어: Matrix, 일본어: マトリックス)와 아틀란티스(그리스어: Ἀτλαντίς, 일본어: アトランティス 아토란티스[*])에서 유래하였다. 이들의 기지는 기계 요새 터미널(일본어: 機械要塞ターミネル 기카이요사이 타미네루[*])로, 터미널의 이름은 영화 터미네이터에서 유래하였다.

## 로보고그
텐사이의 로보고그(일본어: 10（テン）サイのロボゴーグ 텐사이노 로보고구[*])는 4,500년 전에 무너졌던 마트린티스를 다시 일으켜 세우려는 황제이다. 이름은 로봇 영화 로보캅(영어: Robocop, 일본어: ロボコップ 로보콧푸[*])에서 유래하였으며, "텐사이"는 '천재'(天才, 天災)에서 유래하였다. 클리오네(Sea angel)의 모습이 일부 섞여있다.
로보고그의 목소리는 코스기 쥬로타(일본어: 小杉 十郎太)가 연기하였다.

## 메탈 A
에이전트의 메탈 A(일본어: エージェントのメタルA（アリス） 에젠토노 메타루 아리스[*])는 로보고그의 개인 비서이다. 바다에 잠겼던 비비충의 둥지를 획득한 이후, 비비충과 마충병 비비를 소환하여 로보고그의 침략 작전을 돕는다. 이름은 영화 메트로폴리스(영어: Metropolis, 일본어: メトロポリス 메토로포리스[*])에서 유래하였다. 삼천발이(Basket Star)의 모습이 일부 섞여있다.
메탈 A의 목소리는 이노우에 마리나(일본어: 井上 麻里奈)가 연기하였다.

## 브레드RUN
사이보그의 브레드RUN 또는 사이보그의 부레도RUN(일본어: サイボーグのブレドRUN 사이보구노 부레도란[*])은 워스타, 유마수의 간부였으나, 로보고그에 의해 부활하여 마트린티스 제국의 신하가 되었다. 44화에서 기억을 되찾은 것이 밝혀져, 로보고그와 메탈 A를 죽이고 45화에서 본래의 모습인 구성주의 브라지라로 변한다. 암모나이트의 모습이 섞여있다.
브레드RUN의 목소리는 토비타 노부오가 연기하였다.

## 마트로이드
마트로이드(영어: Matroids, 일본어: マトロイド 마토로이도[*])는 마트린티스 제국의 기계 군단의 일원들을 일컫는다. 이름은 영화 제목에서 유래하였으며, 해양 무척추동물류의 모습이 일부 섞여있다.
- 실드의 잔 KT (일본어: シールドのザンKT 시루도노 잔 케티[*]) - 33화 : 두꺼운 갑옷을 장착하고 있는 잔 KT는 마트린티스의 첫 지구 공략에 앞장선 첫 번째 마트로이드이다. 고세이 얼티메이트에 의해 쓰러졌다 잔 KT의 이름은 조니 5 파괴 작전(영어: Short Circuit 숏 서킷[*], 일본어: ショート・サーキット 쇼토 사킷토[*])에서 유래하였다. 조개의 모습이 일부 섞여있다. 잔 KT의 목소리는 타케 토라(일본어: 武 虎)가 연기하였다.

- 슈트의 잔 KT2(일본어: シュートのザンKT2 슈토노 잔 케티 쓰[*]) - 34화 : 잔 KT의 잔해를 수거하여 로보고그가 강화한 모습이다. 동굴에 전선 기지를 건설하려 하나, 각성한 고세이 나이트와 고세이저에 의해 다시 쓰러진다. 개량 비비충을 통해 거대화하나, 결국 얼티메이트 고세이 그레이트에 의해 죽음을 당한다 잔 KT2의 이름은 조니 5 파괴 작전 2(일본어: Short Circuit 2 숏 서킷 투[*], 일본어: ショート・サーキット2 쇼토 사킷토 츠[*])에서 유래하였다.잔 KT2의 목소리는 타케 토라(일본어: 武 虎)가 연기하였다.

- 마하의 즈테르 S (일본어: マッハのズテルS 맛하노 즈테루 에스[*]) - 35화

빠른 속도로 비행할 수 있는 즈텔 S는 인류를 노동자로 만들기 위해 납치하는 작전을 사용한다. 고세이저가 이를 저지하러 오자, 몸에서 미사일을 사출하는 "마하 익스트림"(Mach Extreme, 일본어: マッハエクストリーム 맛하 에쿠스토리무[*])이라는 필살기를 사용한다. 그러나 결국 고세이 그레이트 얼티메이트에 의해 죽음을 당하였다. 즈테루 S의 이름은 영화 스텔스(Stealth, 일본어: ステルス 스테루스[*])에서 유래하였다. 가재의 모습이 일부 섞여있다. 즈테루 S의 목소리는 치바 잇신연기하였으며, '즈텔 S'라고 표기하기도 한다.
- 스캔의 바자르소 LJ (일본어: スキャンのバザルソLJ 스캰노 바자루소 에루제[*]) - 36화

목표물의 신체적인 여러 능력을 스캔하여 분석, 수치화하는 능력을 지닌 바자루소 LJ는 인류를 로보고그에게 충성하는 메카 인간 군단으로 만들려고 하였다. 그러나 얼티메이트 고세이 그레이트에 의해 죽음을 당했다. 바자루소 LJ의 이름은 유니버설 솔저(영어: Universal Soldier, 일본어: ユニバーサル・ソルジャー 유니바사루 소루자[*])에서 유래하였다. 갑오징어의 모습이 일부 섞여있다. 바자루소 LJ의 목소리는 타카시나 토시츠구연기하였다.
- 바이탈의 아도보르테 G (일본어: バイタルのアドボルテG 바이타루노 아도보루테 지[*]) - 37화

대상 생물의 체온, 호흡, 맥박, 혈압 등 바이탈사인을 체크하는 바이탈 메타를 목표물에 붙이는 능력을 가지고 있다. 바이탈 메타는 목표물의 분노 수치가 임계점을 넘는 것을 감지하면 자동으로 석회화 가스를 분출, 목표물을 석회로 만든다. 전신에 폭탄 포탑을 장착하여, 포를 발사할 때 "스캐터 고고!"(영어: Scatter Go! Go!, 일본어: サンランゴゴー！ 산란 고고[*])라고 외친다. 수퍼 고세이 옐로에 쓰러졌다가 거대화하지만, 고세이 얼티메이트에 의해 죽음을 당했다. 아도보루테 G의 이름은 아드레날린 24 2(영어: Crack: High Voltage, 일본어: アドレナリン:ハイ・ボルテージ 아도레나린: 하이·보루테지[*])에서 유래하였다. 산호의 모습이 섞여있다. 아도보루테 G의 목소리는 호시노 미츠아키星野 充明가 연기하였다.
- 타이머의 바크트후지 ER (일본어: タイマーのバクトフージER 타이마노 바쿠토후지 이아루[*]) -39화, 40화

시간을 10초 전으로 돌리는 타임 리버스(일본어: タイムリバース 타이무 리바스[*]) 능력을 지니고 있다. 이 능력에, 사이보그의 브레드런이 사용한 이상한 빛이 더해져 아라타가 과거로 날아갔다. 그라운드 고세이 그레이트에 의해 죽음을 당했다. 바쿠토후지 ER의 이름은 백 투 더 퓨처(영어: Back to the Future, 일본어: バック・トゥ・ザ・フューチャ 밧쿠 투 자 퓨차[*])에서 유래하였다. 투구게 (en:horseshoe crab)의 모습이 섞여있다. 바쿠토후지 ER의 목소리는 사카구치 코이치坂口 候一가 연기하였다.
- 뉴트럴의 아인 I (일본어: ニュートラルのアインI뉴토라루노 아인 아이) -41화

에이전트의 메탈 A가 개조한 마트로이드로, 고세이저의 "동료에 대한 정"을 탐색하기 위해 파견되었다. 이 밖에 공격 모드와 반경 300m에 피해를 주는 자폭 장치가 있다. 에리와 아라타가 거두어 "코로"라는 이름을 붙여주었고, 고세이저와 함께 어울렸다. 41화 후반부에서 공격 모드로 전환하여 고세이저를 공격한 후, 메탈 A에 의해 거대화되어 폭발 모드로 들어가지만 고세이 얼티메이트와 에리에 의해 하늘로 함께 올라가게 되고, 그 곳에서 에리에게 작별 인사를 하며 혼자 하늘로 올라가 폭발했다. 아인 I의 이름은 영화 에이 아이(영어: A.I. Artificial Intelligence, 일본어: A.I. 에이 아이[*])에서 유래하였다. 불가사리의 모습이 섞여있다. 아인 I의 목소리는 야마구치 캇페이(일본어: 山口 勝平)가 연기하였다.
- 이미테이숀의 사로게 DT (일본어: イミテイションのサロゲDT 이미테이숀노 사로게 디티[*]) - 42화

데이터스 하이퍼 폼과 비슷하게 생긴 마트로이드로, 로보고그가 데이터스를 납치한 다음 데이터스의 데이터베이스에서 천장술, 호성계의 기술, 고세이저의 공격 형태, 일상의 기호 등등을 일일이 분석, 모두 복사하여 만들어냈다. 데스 애널라이즈(일본어: DEATHアナライズ 데스 아나라이즈[*])로 고세이저의 공격을 모두 분석하여 그에 걸맞은 기술로 반격한다. 상대방을 무시하는 말투로 말 끝마다 "~DEATH"를 붙인다. 다시 돌아온 데이터스와 고세이저의 공격으로 쓰러지고 거대화하지만, 결국 데이터스 하이퍼와 고세이 얼티메이트에 의해 죽음을 당한다. 사로게 DT의 이름은 영화 써로게이트(영어: Surrogates, 일본어: サロゲート 사로게토[*])에서 유래하였다. 스폰지의 모습이 섞여있다. 사로게 DT의 목소리는 미야우치 타카히로(일본어: 宮内 尊寛)가 연기하였다.
- 쇼트의 잔 KT3 (일본어: ショートのザンKT3 쇼토노 잔 케티 스리[*]) - 43화 : 잔 KT, 잔 KT2의 장점을 혼합하여 빠른 양산을 목표로 로보고그가 새로 개발한 마트로이드로 마트린티스의 총공격과 함께 등장하였다. 그러나 고세이저에 의해 죽음을 당했다.잔 KT3의 목소리는 이부키(일본어: 勇吹輝)가 연기하였다.